# St. Anna (Furschweiler)

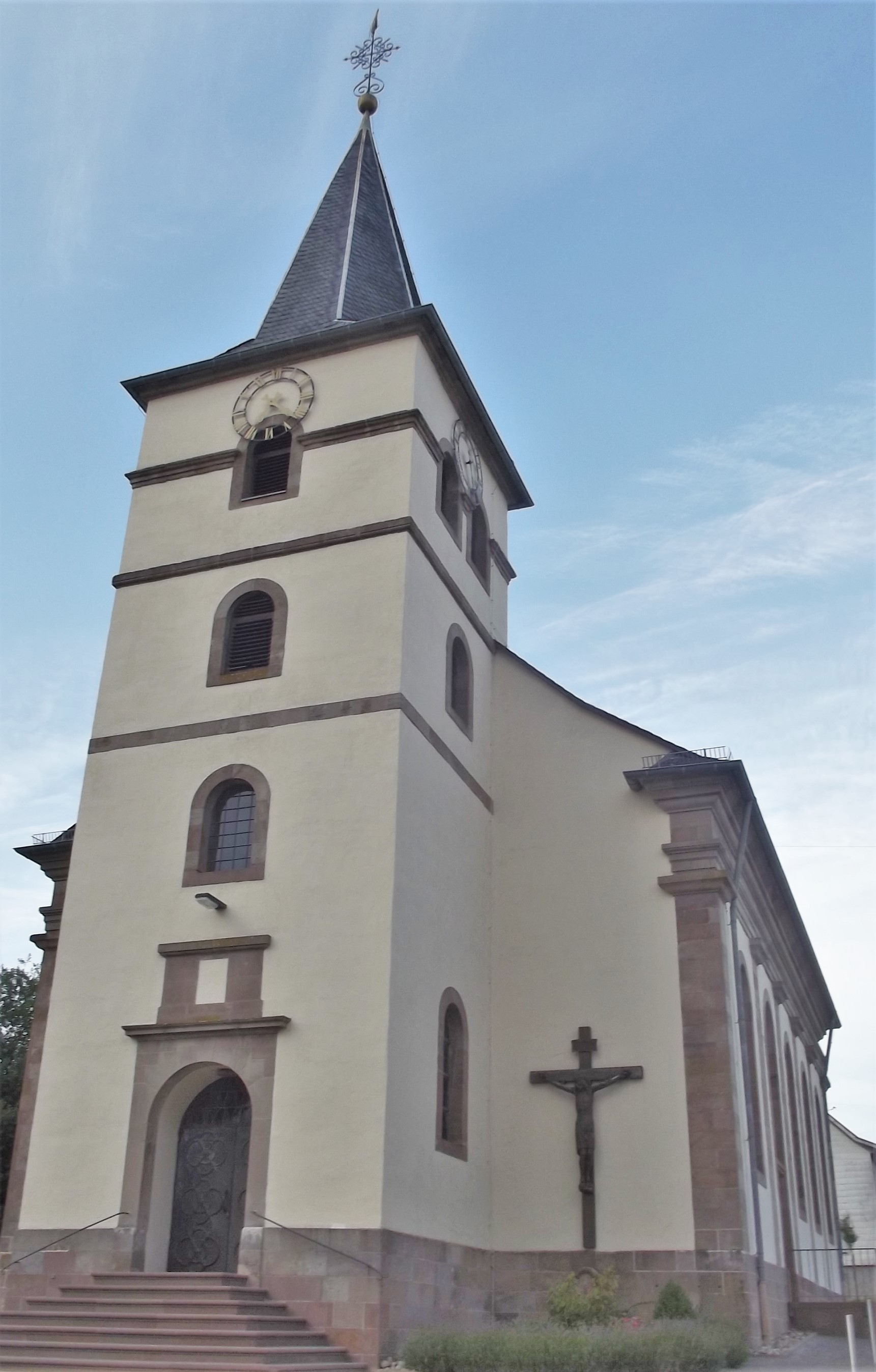
Die katholische Pfarrkirche St. Anna in Furschweiler

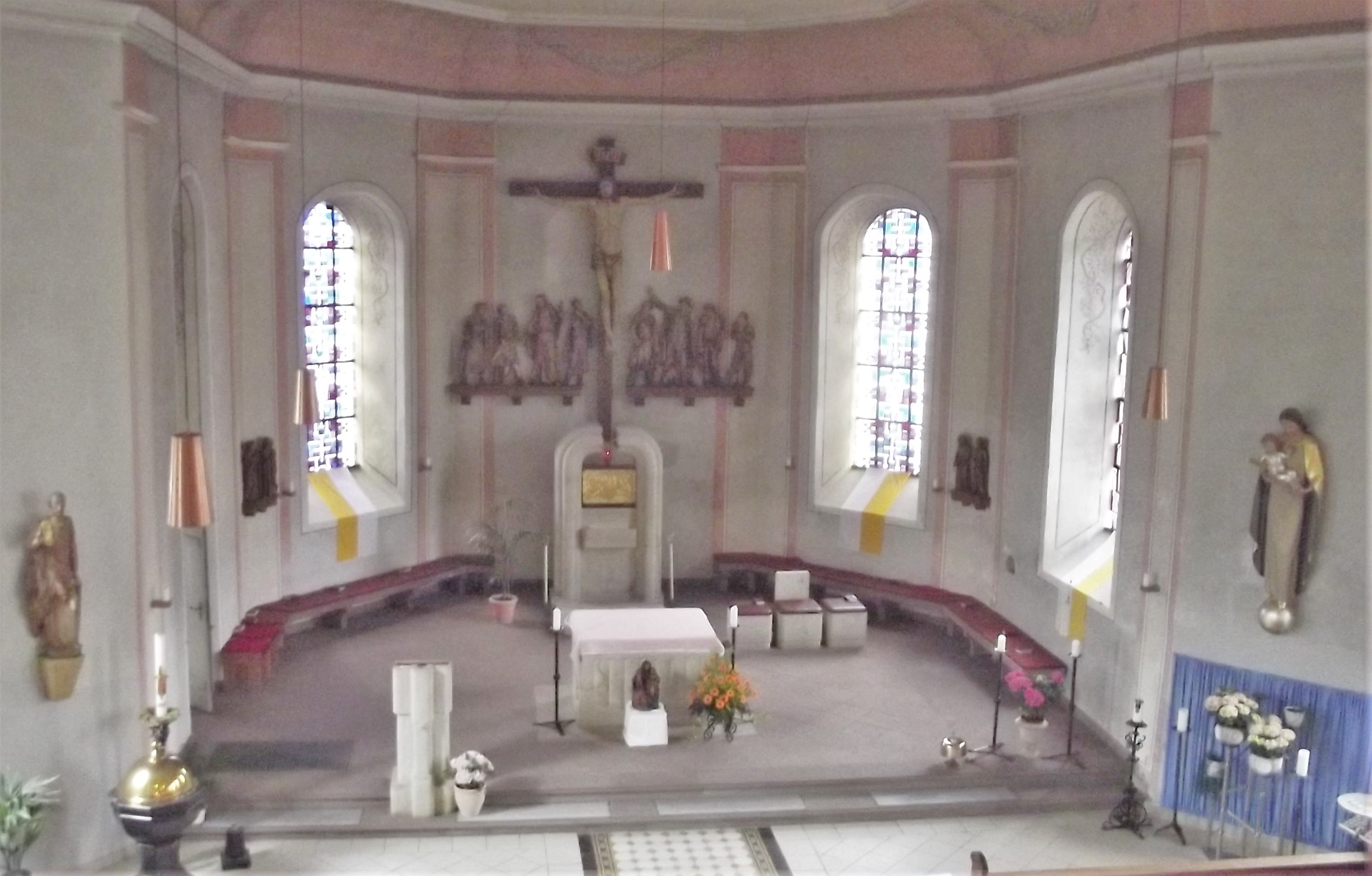
Blick ins Innere der Kirche

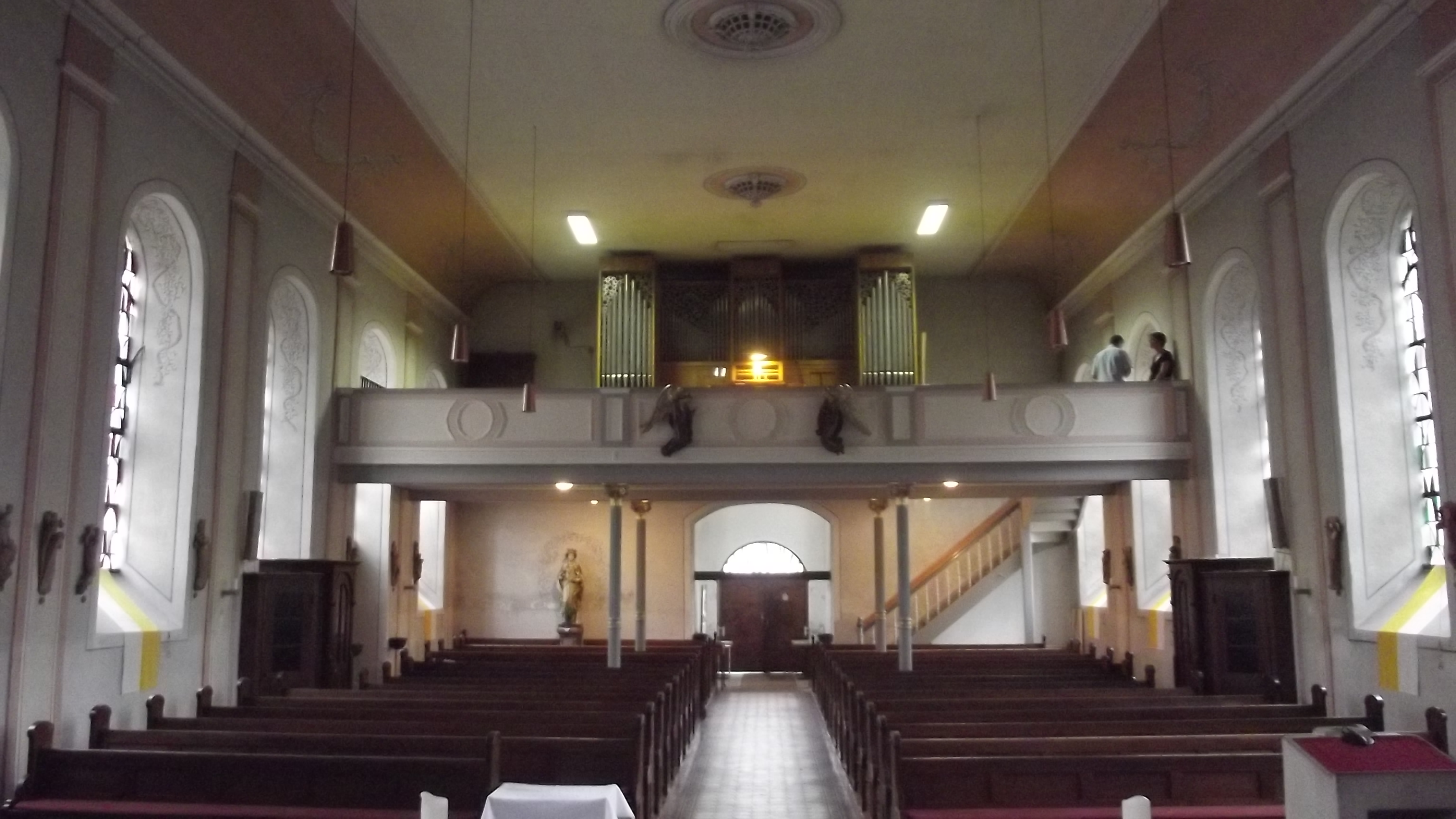
Blick zur Orgelempore

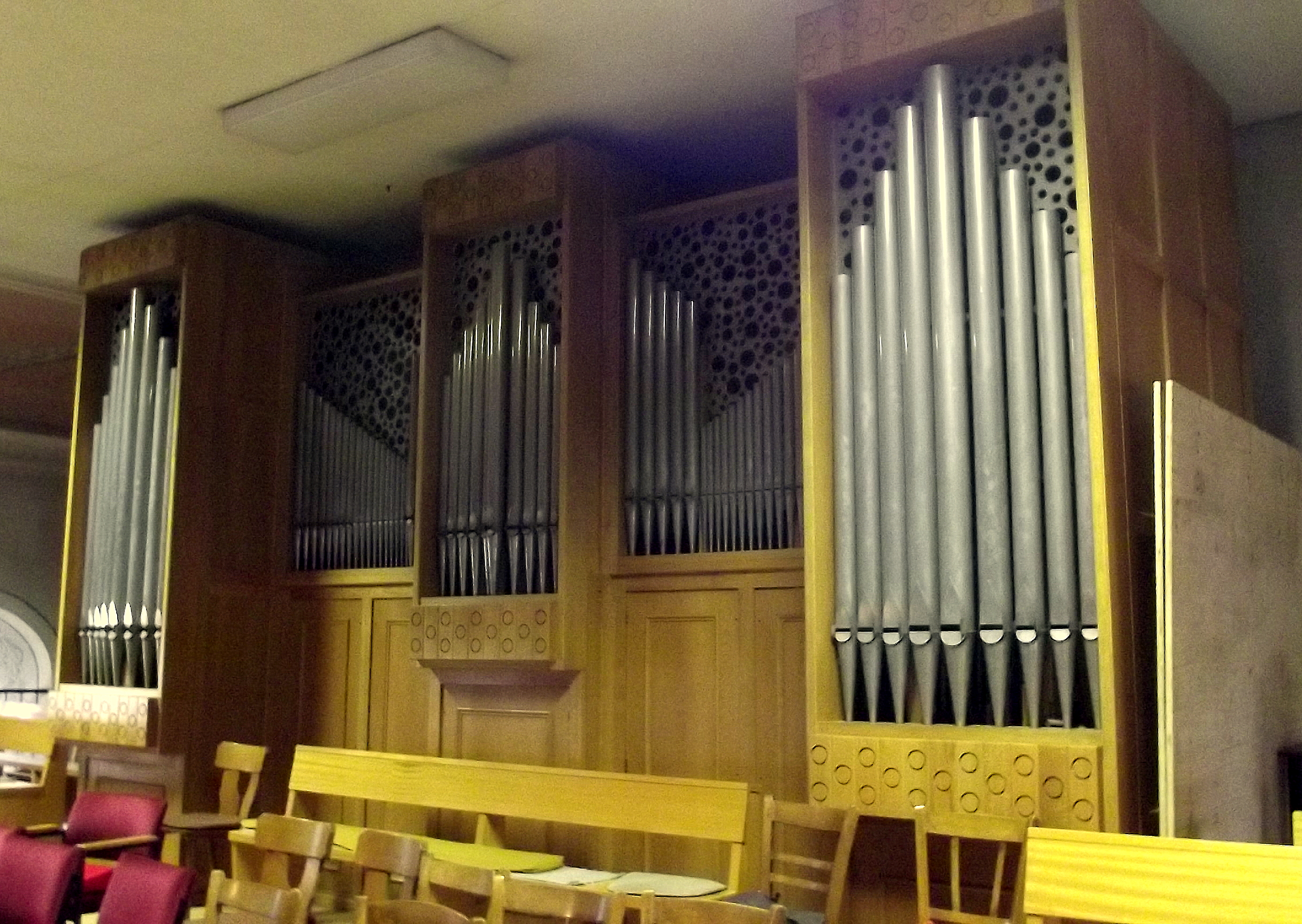
Prospekt der Mayer-Orgel

Die Kirche St. Anna ist eine katholische Pfarrkirche in Furschweiler, einem Ortsteil der Gemeinde Namborn im Landkreis St. Wendel, Saarland. Sie trägt das Patrozinium der heiligen Anna und ist in der Denkmalliste des Saarlandes als Einzeldenkmal aufgeführt.

## Geschichte
Die Planungen für den Bau der Pfarrkirche St. Anna in Furschweiler, für die der Architekt Streib (Coburg) verantwortlich zeichnete, begannen im Jahr 1821. Furschweiler lag damals im Fürstentum Lichtenberg, das zum Herzogtum Sachsen-Coburg-Saalfeld gehörte. Nachdem Ernst I., Herzog von Sachsen-Coburg-Saalfeld (ab 1826 Sachsen-Coburg und Gotha) den Bau genehmigt hatte, wurde die Ausführung der Bauarbeiten am 19. August 1825 öffentlich vergeben. Zur Finanzierung des Neubaus war aus dem Fürstentum Coburg-Saalfeld „ein bedeutender Beitrag“ zugeschossen worden. Am Klingelberg wurden vermutlich die Steine für den Kirchenbau gebrochen und in den umliegenden Wäldern wurde das für den Bau benötigte, größtenteils gestiftete, Holz geschlagen. Die Baumaterialien wurden im Frondienst zum Bauplatz gebracht. Der Rohbau war im Jahr 1827 fertiggestellt. Am 27. Juli 1828, dem auf das Fest der Kirchenpatronin Anna (26. Juli) unmittelbar folgenden Sonntag, wurde die Kirche durch den Dechanten von St. Wendel, Theodor Creins, in Gegenwart des lichtenbergischen Regierungspräsidenten Carl Brückner, und des ebenfalls in Diensten der herzoglich-sachsen-coburg-gothaischen Regierung zu St. Wendel stehenden Regierungsrats Carl Alexander Graf zu Solms-Tecklenburg (1778–1858) „mit vieler Feierlichkeit eingesegnet“.
Zwischen 1845 und 1896 erfolgten innerhalb und außerhalb der Kirche umfangreiche Arbeiten: Außenputz wurde angebracht, die Innenausstattung vervollständigt, ein zweistimmiges Glockengeläut angeschafft und schließlich eine neue Sakristei angebaut, wobei die ursprüngliche Sakristei in der Verlängerung des Chorraumes original erhalten blieb.
In den Jahren 1922/1923 wurde die Kirche unter der Leitung eines Architekten einer gründlichen Renovierung unterzogen, wobei auch neue Bänke angeschafft wurden. Zwischen 1935 und 1942 wurde eine Warmluftheizung installiert, die im Jahr 1962 auf Öl umgestellt wurde. Im Jahr 1941 erfolgte der Einbau neuer Türen aus Eichenholz am Hauptportal und am Seiteneingang. Aufgrund von Witterungseinflüssen musste die Tür am Hauptportal im Jahr 1975 durch eine auf beiden Seiten mit Kupfer beschlagene Tür ersetzt werden. Im Rahmen weiterer Renovierungsarbeiten wurden zwischen 1947 und 1950 neue Ausstattungsgegenstände angeschafft sowie Umbau- und Erneuerungsmaßnahmen in der Kirche durchgeführt. Ende 1954 wurde am Kirchturm eine Uhr angebracht und eine elektrische Läuteanlage eingebaut. Da am 8. Mai 1955 ein Teil des Gesimses aus Sandstein zur Straßenseite hin auf einer Länge von 20 Metern abbrach, mussten Instandsetzungsarbeiten durchgeführt werden. Im Jahr 1973 wurden weitere Renovierungsarbeiten nötig, in deren Rahmen das gesamte Kirchenschiff neu eingedeckt wurde. Bereits 1968 erhielt der Turm eine Neueindeckung. Erneute Sanierungsarbeiten waren im Jahr 1975 notwendig geworden, bei denen im Eingangsbereich der Kirche eine Zwischentür aus Glas eingebaut wurde. In der Zeit von 1986 bis 1988 wurde die Kirche wiederum einer Renovierung unterzogen und dabei der Chorraum neu gestaltet. Außerdem wurde die Neueindeckung der Sakristei, der behindertengerechte Ausbau des Seiteneingangs und die Installation einer neuen Lautsprecheranlage durchgeführt. In den Jahren 1991/1992 wurden mit weiteren Arbeiten am Außenbau die Renovierungsarbeiten an der Kirche vorläufig abgeschlossen. Im Jahr 2007 erfolgten umfangreiche Arbeiten am Glockenturm. Eine Umgestaltung des Kirchenumfeldes erfolgte im Jahr 2010.

## Architektur und Ausstattung
Das im klassizistischen Stil errichtete Kirchengebäude gliedert sich von Südwest nach Nordost in einen Turm mit Spitzhelm, ein fünfachsiges Langhaus, und einen fünfseitigen polygonalen Chor.
Grundriss und Stil des Kirchenschiffs erinnern an Kirchenbauten von Peter Reheis in Illingen, Blieskastel und Reinheim.
Zur Ausstattung der Kirche gehört das Kirchengestühl mit kunstvoll gedrechselten Endstücken von 1922/23, das von der Kunstschreinerei Johann Mettler (Morbach) angefertigt wurde, der Kreuzweg von 1958, geschaffen von der Firma Mettler (St. Wendel), sowie Altar, Stele, Ambo und Sedilien, die Bildhauer Oliberius (Saal im Ostertal) zwischen 1986 und 1988 angefertigt hat.
Im Chorraum befinden sich drei Bleiglasfenster, die im Januar 1951 von der Firma Binsfeld-Dornoff, (Trier), eingebaut wurden.

## Orgel
Das Vorgängerinstrument der heutigen Orgel wurde im Jahr 1913 als Opus 509 von der Orgelbauwerkstatt Johannes Klais (Bonn) geliefert und blieb mit ihrem romantischen Klangbild bis 1975 unverändert erhalten. Das Kegelladen-Instrument besaß 21 (22) Register, verteilt auf 2 Manuale und Pedal. Die Spiel- und Registertraktur war pneumatisch. Nach Renovierungsarbeiten in der Kirche im Jahr 1975 stürzte ein Teil der Decke über der Orgel hinab und zerstörte das Instrument weitgehend. Ein Wiederaufbau durch die Firma Klais wurde aus Kostengründen nicht durchgeführt. Stattdessen wurde die Firma Hugo Mayer (Heusweiler) beauftragt eine neue Orgel zu bauen, die 1977 in Dienst gestellt werden konnte.
Die Mayer-Orgel besitzt Schleifladen und verfügt über 16 Register, verteilt auf 2 Manuale und Pedal. Die Spieltraktur ist mechanisch, die Registertraktur ist elektrisch. Die Disposition lautet wie folgt:
| I Hauptwerk C–g3 |           |       |
| 1.               | Principal | 8′    |
| 2.               | Rohrflöte | 8′    |
| 3.               | Octave    | 4′    |
| 4.               | Waldflöte | 2′    |
| 5.               | Mixtur IV | 1 ⁄3′ |
| 6.               | Trompete  | 8′    |

| II Schwellwerk C–g3 |                |      |
| 7.                  | Holzgedackt    | 8′   |
| 8.                  | Blockflöte     | 4′   |
| 9.                  | Principal      | 2′   |
| 10.                 | Sesquialter II |      |
| 11.                 | Cymbel III     | 2⁄3′ |
| 12.                 | Rohrschalmay   | 8′   |
|                     | Tremulant      |      |

| Pedal C–f1 |           |     |
| 13.        | Subbaß    | 16′ |
| 14.        | Offenbaß  | 8′  |
| 15.        | Choralbaß | 4′  |
| 16.        | Fagott    | 16′ |

- Koppeln: II/I, I/P, II/P
- Spielhilfen: 2 freie Kombinationen, Tutti, Zungeneinzelabsteller

## Glocken
Während des Ersten Weltkrieges mussten im Jahr 1917, die beiden Glocken aus dem Jahr 1866 zu Kriegszwecken abgegeben werden. Ein neues Geläut, gegossen von der Glockengießerei Mabilon (Saarburg), bestehend aus drei Glocken, wurde im Jahr 1923 angeschafft. Das heutige Geläut, das auch von der Firma Mabilon in Saarburg stammt, wurde am 20. Februar 1953 seiner Bestimmung übergeben. Es handelt sich um drei Glocken, die die Namen Christus König (Originalinschrift: Christus vincit; Gewicht: 24 Zentner; Ton: e), St. Anna (Originalinschrift: Sancta Anna, patrona nostra, ora pro nobis; Gewicht: 14 Zentner; Ton: g) und Maria (Originalinschrift: regina pacis; Gewicht 10 Zentner; Ton: a) tragen.